# Pappersavan
Pappersavan är en sjö i Hudiksvalls kommun i Hälsingland och ingår i Delångersån-Nianåns kustområde. Sjön har en area på 0,167 kvadratkilometer och ligger 31,2 meter över havet. Sjön avvattnas av vattendraget Iggesundsån.

## Delavrinningsområde
Pappersavan ingår i det delavrinningsområde (683826-156512) som SMHI kallar för Utloppet av Pappersavan. Medelhöjden är 37 meter över havet och ytan är 0,79 kvadratkilometer. Det finns inga avrinningsområden uppströms utan avrinningsområdet är högsta punkten. Avrinningsområdets utflöde Iggesundsån mynnar i havet. Avrinningsområdet består mestadels av skog (72 procent). Avrinningsområdet har 0,15 kvadratkilometer vattenytor vilket ger det en sjöprocent på 21,9 procent.